# Just Because I'm a Woman (album)
Album Just Because I'm a Woman je bil izdan 4. maja 1968.
Gre za drugi album country pevke Dolly Parton

## Seznam pesmi
| Stran 1 | Stran 1                                 | Stran 1                   | Stran 1 |
| Št.     | Naslov                                  | Pisec                     | Dolžina |
| ------- | --------------------------------------- | ------------------------- | ------- |
| 1.      | „You're Gonna Be Sorry‟                 | Dolly Parton              | 2:16    |
| 2.      | „I Wish I Felt This Way at Home‟        | Harlan Howard             | 2:29    |
| 3.      | „False Eyelashes‟                       | Bob Tubert, Demetris Tapp | 2:30    |
| 4.      | „I'll Oilwells Love You‟                | Bill Owens, Dolly Parton  | 2:16    |
| 5.      | „The Only Way Out (Is to Walk Over Me)‟ | Neal Merritt              | 2:55    |
| 6.      | „A Little Bit Slow to Catch On‟         | Curly Putman, Jr.         | 2:19    |

| Stran 2         | Stran 2                    | Stran 2                         | Stran 2 |
| Št.             | Naslov                     | Pisec                           | Dolžina |
| --------------- | -------------------------- | ------------------------------- | ------- |
| 1.              | „The Bridge‟               | Dolly Parton                    | 2:34    |
| 2.              | „Love and Learn‟           | Bill Owens                      | 2:33    |
| 3.              | „I'm Running Out of Love‟  | Bill Owens                      | 2:06    |
| 4.              | „Just Because I'm a Woman‟ | Dolly Parton                    | 3:04    |
| 5.              | „Baby Sister‟              | Shirl Milete                    | 2:39    |
| 6.              | „Try Being Lonely‟         | Charles Trent, George McCormick | 2:42    |
| Skupna dolžina: | Skupna dolžina:            | Skupna dolžina:                 | 30:28   |